# Заборовье (Островский район)
Заборовье — деревня в Горайской волости Островского района Псковской области России.

## География
Расположена в 14 км к югу от города Остров и в 10 км к северо-западу от волостного центра, села Крюки.

## Население
| 2001 | 2002 | 2010 |
| ---- | ---- | ---- |
| 333  | ↘249 | ↗260 |

Численность населения деревни по состоянию на 2000 год составляет 333 жителей.

## История
В Писцовых Книгах 1585-87 гг. упоминается Заборовская губа Островского уезда с центром в селе Заборовье.
До 3 июня 2010 года деревня входила в состав ныне упразднённой Синерецкой волости с центром в д. Гривы.